# Kai Tobias
Kai Tobias (* 1961 in Helmstedt; † 11. April 2022) war ein deutscher Ökologe und Hochschullehrer.

## Leben
Von 1981 bis 1986 studierte er Landespflege an der TU München. Nach der Promotion 1990 zum Dr. agr. am Lehrstuhl Landschaftsökologie an der TU München-Weihenstephan war er von 1994 bis 2000 Professor für Landschaftsplanung am Fachbereich Landschaftsarchitektur der Fachhochschule Erfurt. Seit 2000 war er Leiter des Lehr- und Forschungsgebiets Ökologische Planung & Umweltverträglichkeitsprüfung am Fachbereich Raum- und Umweltplanung der TU Kaiserslautern.

## Veröffentlichungen (Auswahl)
Bücher
- 1991: Konzeptionelle Grundlagen zur angewandten Ökosystemforschung. Berlin, erschienen im Schmidt-Verlag.
- 2002: Ökologisch orientierte Planung. Eine Einführung: in Theorien, Daten und Methoden (zusammen mit Beate Jessel)

Weitere Publikationen
- 1990: Die hierarchische Systemmethode – konzeptionelle Grundlage für die angewandte Ökosystemforschung. – Dissertation an der Fakultät für Landwirtschaft und Gartenbau der TU München-Weihenstephan. Erschienen unter dem Titel „Konzeptionelle Grundlagen zur angewandten Ökosystemforschung“ beim Erich Schmidt Verlag, Berlin, 155 S.
- 1990: Aufgaben und Prinzipien der Grundlagen- und angewandten ökologischen Forschung. – Landschaft und Stadt 22, S. 81–84.
- 1991: Grundlagen und Anwendungen einer hierarchischen Systemtheorie. – Verhandlungen der Gesellschaft für Ökologie, Bd. 20, Freising-Weihenstephan, S. 761–768.
- 1994: Der Beitrag der Ökologie zur Landschaftsplanung. – in: Bund Deutscher Landschaftsarchitekten (1994) (Hrsg.) Erfurter Arbeitstage 1994 – Diskussionsbeiträge zu den qualitativen Mindestanforderungen an die Landschafts- und Grünordnungsplanung in Thüringen, S. 3–11.
- 1995: Ökologische Forschung und ökologisch orientierte Planung – Versuch einer Bilanz. – Zeitschrift für Angewandte Umweltforschung 8, S. 313–325.
- 1996: Die Prinzipien deutscher Umweltpolitik. Versuch einer Bilanz nach 20 Jahren BNatSchG. – UVP-Report 5/1996, S. 221–224.
- 1996: 25 Jahre Umweltpolitik in der Bundesrepublik Deutschland. – Zeitschrift für den Erdkundeunterricht 11/1996, S. 450–456.
- 1997: Integration der Landschaftsplanung in die Raumordnung. – in: Karl-Heinz Erdmann, Lutz Spandau (Hrsg.) Naturschutz in Deutschland, Ulmer Verlag, Stuttgart, S. 123–139.
- 1997: Defizite der Landschaftsplanung – aktuelle Probleme und denkbare Lösungsansätze. – in: Fachschaft für Landschaftspflege der TU München (Hrsg.) Spektrum der Landschaftsplanung, Heft 11, Freising, S. 19–34.
- 1998: Peinliche Inkompetenz. – Landschaftsarchitektur 2/98, S. 7; zugleich Stadt und Grün 2/98, S. 82; zugleich Naturschutz und Landschaftsplanung 2/98, S. 61–62.
- 1998: Leben und Werk Peter Knauers. – in: Universitätszentrum der Umweltwissenschaften (Hrsg.) Vom Krisenmanagement zum vorsorgenden Umweltschutz. – Sammelband zur Tagung am 4. Juli 1997, Martin-Luther-Universität Halle-Wittenberg, S. 9–12.
- 2001: Planung vernetzter Biotopsysteme in Rheinland-Pfalz aus der Sicht einer Hochschule. – LfUG-Materialien 4 und 5, Oppenheim, S. 27–28.
- 2001: Ist Planung ein Grundbedürfnis des Menschen? – in: Bernd Gerken & Karl Görner. (Hrsg.) Landschaftsplanung contra Naturschutz – Tagungsband zur gleichnamigen Tagung vom 31. Jan. bis 2. Feb. 2001 in Neuhaus/Solling, S. 25–30.
- 2002: Naturschutz vs. Jagd? Eine kurze Kulturgeschichte der Jagd bis heute. – in: Werner Kremp (Hrsg.) The Huntsman from Kurpfalz. Atlantische Texte, Bd. 18, Atlantische Akademie, Kaiserslautern, S. 65–76.
- 2002: Die Landschaftsplanung muss bündeln. – Umweltjournal Rheinland-Pfalz 33/2002, S. 12–13.
- 2003: Planung: ein Grundbedürfnis des Homo sapiens? – Stadt + Grün 10/2003, S. 28–34.
- 2004: Strategien zukünftiger Landschaftsentwicklung. – in: Zehlus-Ecrert, W., Gnädinger J. & TOBIAS, K. (Hrsg.) (2004) Landschaftsökologie in Forschung, Planung und Anwendung. – Freunde der Landschaftsökologie, Weihenstephan, S. 199–212.
- 2004: Ländliche Parks und dörfliche Freiräume: Potenziale für nachhaltige Entwicklung. – Fachbeiträge des Landesumweltamtes Brandenburg, H. 92, S. 14–18.
- 2005: Landschaftsunkultur in der Geschichte der Menschheit. – in: Roberto Colantino & Kai Tobias (Hrsg.) La cultura del paesaggio. – Leo Olschki-Verlag, Firenze, S. 5–19.
- 2005: Die hierarchische Systemmethode – Konzeptionelle Grundlage für die angewandte Ökosystemforschung. – in: Lutz Spandau & Ludwig Trepl (Hrsg.) Landschaftsökologie: Die Lehre Wolfgang Habers dargestellt in Dissertationen und Habilitationsschriften von 1966–2001, Verlag Freunde der Landschaftsökologie Weihenstephan, S. 319–326.